# Aurasma
Aurasma és una plataforma de realitat augmentada d'HP Autonomy. Es tracta d'una programari o d'una aplicació lliure per a iOS i Android per als dispositius mòbils. La tecnologia de reconeixement de la imatge que utilitza Aurasma requereix la càmera d'un telèfon intel·ligent o tauleta tàctil. D'aquesta manera, reconeix les imatges del món real i, llavors, sobreposa sobre aquesta animacions, vídeos, formes en 3D i pàgines web.

## Història
La tecnologia per a la realitat augmentada d'Aurasma va ser creada a Cambridge (Anglaterra) per una empresa de programari anomenada Autonomy, i primer demostrat públicament per Molins Mats a principis de 2011 al MipTV Mercat de Mitjans de comunicació en Cannes, França. El 5 de maig de 2011 "Aurasma Lite" va ser llançat com una aplicació per a iPhone, i, posteriorment, el 10 de juny de 2011, va llançar una versió per a Android.

A més de la pròpia aplicació per a mòbil d'Aurasma, la tecnologia també va ser integrada a milers d'altres telèfons intel·ligents i aplicacions de tauletes, el primer va ser creat el 2011 per a la pel·lícula Super 8 de J. J. Abrams.
El desembre de 2012, l'aplicació mòbil d'Aurasma va ser actualitzada i "Lite" va ser suprimit del seu nom. L'actualització va incloure noves característiques i una interfície d'usuari millorada. Els usuaris ara "seguien" el contingut creat per altres, molt semblant al funcionament de Twitter.
Des del seu llançament, Aurasma va implusar més de 2.000 aplicacions i va treballar amb 20.000 socis que operaven a més de 100 països. Entre els molts editors reconeguts i les marques que utilitzen Aurasma destaca: Conde Nast, Universal Studios, Marvel Entertainment, Elizabeth Arden, Telefonica, Tesco, Maybelline, News Internacional, Forever 21, Kentucky Fried Chicken, GQ, NBCUniversal, Toronto Raptors, i Tottenham Hotspur F.C.

## Premis d'indústria i vistes
El 2011, Aurasma, de la mà de Matt Mills, va guanyar els premis "DEMOgod" i "People's Choice" de DEMO. A l'Espectacle d'Electrònica del Consumidor en Las Vegas (Nevada, 2012), Aurasma va guanyar el premi CNET com a "Millor premi finalista" del CES. També va guanyar dos premis el 2012 incloent-hi "La millor app de RA" i "Millor RA en general". El 2012 als Premis Internacionals de Marca de Vídeo, Aurasma va guanyar el "Premi per innovació tècnica". Aurasma-powered apps també va guanyar alguns premis, incloent el premi d'excel·lència mòbil de Marvel per la "Millor App per a diversió".
El 2013, Jonathan Margolis del Financial Times va descriure a Aurasma com "ambiciós, però sorprenentment útil".